# TSV Quakenbrück
Der TSV Quakenbrück 1877 e. V., kurz QTSV, ist ein Sportverein in Quakenbrück mit weit über 1 000 Mitgliedern, der die Sportarten Ballett, Badminton, Basketball, Rollstuhlbasketball, Handball, Volleyball, Radfahren, Schwimmen, Turnen, Kinderturnen, Wassergymnastik anbietet.

## Geschichte
Die Gründung eines Turnvereins, die schon längere Zeit im Gespräch war, wurde durch den Bau der ersten städtischen Turnhalle befördert, die 1877 „Im Hagen“ (heute Grüne Straße) fertiggestellt wurde. So wurde am 29. Juli 1877 der „Quakenbrücker Turnverein“ gegründet.
1910 wurde die erste Frauenabteilung gegründet.
1915 wurde die neue Turnhalle an der Burgstraße eingeweiht, während das alte Gebäude als Leichenhalle des alten evangelischen Krankenhauses genutzt wurde.
Am 29. Januar 1946 wurde der Verein umbenannt in „Quakenbrücker Turn- und Sportverein von 1877“ und das Vereinsleben wurde nach dem Zweiten Weltkrieg wieder aufgenommen, obwohl Turnhalle, Sportplatz und sämtliche Säle der Stadt von den Besatzungstruppen belegt oder gesperrt und weder eigene Übungsräume noch Turngeräte vorhanden waren. Im April 1948 wurde mit einer Beteiligung von über 1 000 Personen ein überregionales Turnfest veranstaltet. Alle Sparten des Turn- und Sportwesens waren vertreten, es hatten sich eine Leichtathletik-Abteilung gebildet, Faust- und Handball gehörten zum Programm des Vereins, auch der Schwimmsport wurde trotz unzureichender Möglichkeiten im alten Freibad gepflegt. 1952 gründete sich innerhalb des Turnvereins ein Spielmannszug, im selben Jahr wurde der Jahn-Sportplatz und am 18. Oktober 1953 die Turnhallen-Erweiterung an der Burgstraße eingeweiht.

## Basketballabteilungen
Aus dem TSV Quakenbrück sind die Artland Dragons hervorgegangen.
Ende der 1950er Jahre wurden Ballsportarten wie Fußball, Handball und Basketball beliebter als das Geräteturnen. Diesem Umstand trug der QTSV Rechnung und nahm im September 1956 eine Interessengemeinschaft Basketball, die sich am Artland-Gymnasium gebildet hatte, als neue Basketball-Abteilung in den Verein auf.
Ab 1958 spielte der QTSV in der Stadtliga Osnabrück, 1962 gelang der Aufstieg in die Bezirksliga, anschließend in die Landesliga, der damals höchsten Klasse in Niedersachsen. Daneben wuchsen starke Jugendmannschaften heran. 1966 wurde eine Damenabteilung gegründet.
Aus der Jugendmannschaft kam Günter Kollmann, der es bis zum Junioren-Nationalspieler brachte und später als Mannschaftsführer und Trainer der A-Jugend Norddeutscher Vizemeister wurde. 1968 wurde die Schulmannschaft des Artland-Gymnasiums, die ausschließlich aus Spielern des QTSV bestand, Niedersachsenmeister und erreichte den dritten Platz bei den deutschen Meisterschaften. Die Herrenmannschaft wurde bei einer Ligen-Neuordnung der Verbandsliga West zugeordnet und schaffte 1972 den Aufstieg in die Oberliga. Im zweiten Jahr gelangen die Niedersachsenmeisterschaft und der Aufstieg in die Regionalliga Nord, der 1975 als eines der Gründungsmitglieder vom Aufstieg in die Zweite Bundesliga gefolgt wurde.
Zum Bundesligaaufstieg 2003 wurde die 1. Herrenmannschaft unter dem bereits vorher verwendeten Mannschaftsnamen Artland Dragons in eine eigenständige GmbH ausgegliedert. Die GmbH kooperiert im Nachwuchsbereich mit dem TSV Quakenbrück.
Die Basketballabteilungen des TSV Quakenbrück sind sportlich weiter erfolgreich.